# Poblado íbero de Mas Castellar
El Mas Castellar es un poblado íbero que se encuentra el municipio de Pontós, en la provincia de Gerona (España).
Se trata de un yacimiento arqueológico que estuvo habitado por la tribu de los indigetes entre los siglos VII y II a. C., y cuya característica principal es la presencia de una gran concentración de silos para almacenar cereal.

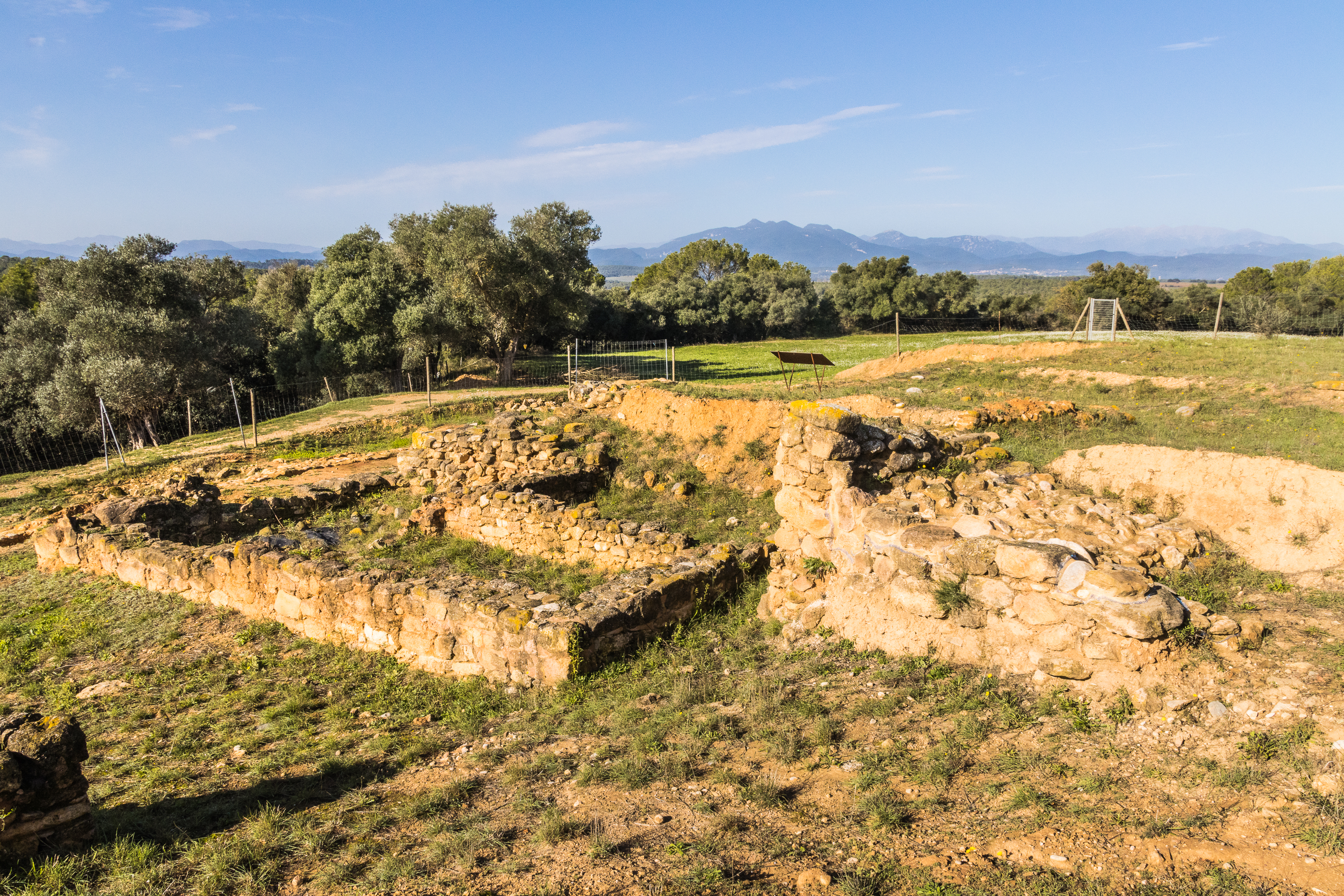
Base de la torre del antiguo poblado fortificado, en el campo de Dalt.

El poblado ocupa una explanada de unas 5 ha de superficie con forma de promontorio delimitado por el norte, este y oeste por taludes que descienden a la riera de Alguema y a dos torrentes afluentes. Son taludes boscosos, con pendientes variables y desniveles superiores a 20 m que, en el caso de la riera de Alguema, alcanzan hasta los 60 m. Esta ubicación elevada permite un buen control visual del entorno y, a la vez, facilita su defensa porque dispone de un único acceso por el sur.
La explanada ocupada por el poblado se configura en dos rellanos separados por un desnivel de unos 3 m de altura. El rellano alto o campo de Dalt y el rellano bajo o campo de Baix.
El yacimiento arqueológico está formado por tres sectores diferentes. El elemento más antiguo es un poblado fortificado (oppidum) situado en la zona sur del campo de Dalt. También en el campo de Dalt, pero en el extremo este, se encuentra un establecimiento agrario. El tercer elemento es un gran campo de silos que ocupa gran parte del campo de Dalt y del campo de Baix.

## Las primeras ocupaciones
Las primeras ocupaciones se remontan a los siglos VII-VI a. C., y consisten en unos pocos silos situados en el campo de Dalt. También se han encontrado restos anteriores bajo el poblado fortificado, pero de datación incierta.

## El poblado fortificado
El poblado fortificado se construyó en el punto más elevado del campo de Dalt, probablemente antes del año 450 a. C. Está parcialmente excavado por lo que solamente se conoce una parte pequeña de los 6000 m² que se cree que debió ocupar. La parte excavada y visible tiene una superficie de unos 1300 m².

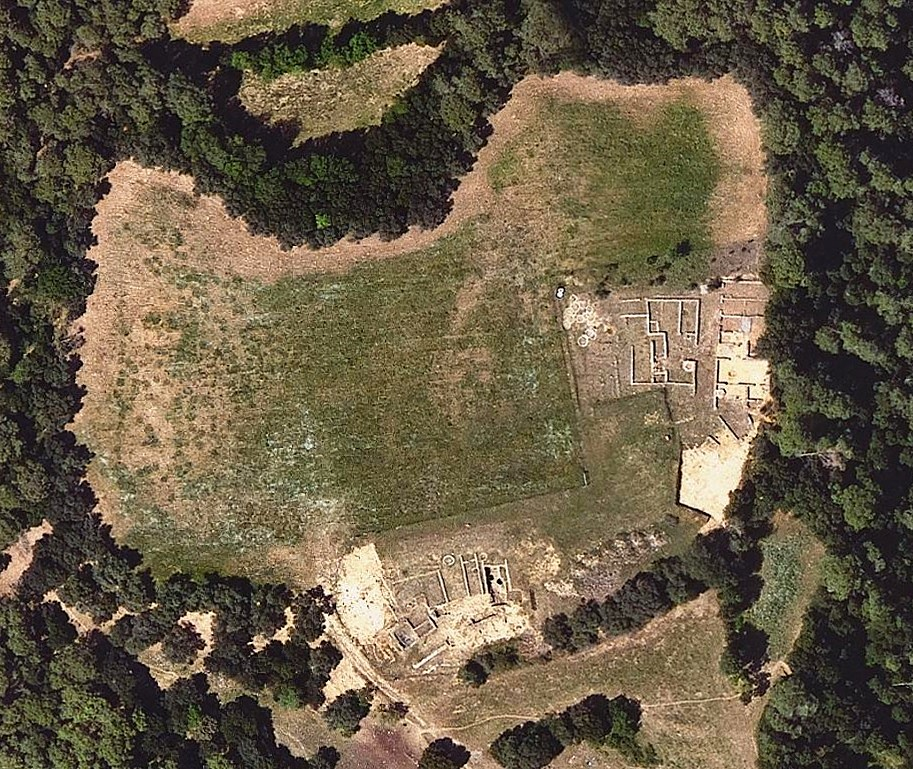
Imagen aérea (2023) del poblado íbero de Mas Castellar. En la parte inferior el poblado fortificado y a la parte derecha el establecimiento agrario. En el campo de Dalt se aprecia la gran cantidad de silos excavados.

La característica principal de este poblado son sus importantes defensas, de las que se conocen una torre rectangular y dos tramos lineales de muralla. La torre tiene una planta de 11,5 m × 7,05 m y era maciza, con relleno de piedras y tierra. De la torre parten dos tramos de muralla que tienen un grosor de 2,6 m. Uno de ellos es adyacente al talud meridional del campo de Dalt y el otro tiene dirección norte-sur.
Del espacio interior de la fortificación sólo se conoce parte de cuatro viviendas adosadas al tramo de la muralla meridional.
Alrededor del año 400 a. C. se desmantelaron las defensas mediante el derribo de la torre y las murallas. Este hecho se vincula con la influencia de la vecina colonia de Ampurias, situada a unos 20 km de distancia en línea recta, y el control político del territorio de su entorno. Las viviendas continuaron constituyendo un asentamiento no protegido hasta alrededor del año 325 a. C., en el que se abandona definitivamente el poblado.

## El establecimiento agrario
El desmantelamiento del poblado fortificado coincide con el inicio del uso de la zona como espacio en el que se construyen un gran número de estructuras de almacenamiento del tipo silo.
Las nuevas construcciones se desplazan hacia el borde oriental del campo de Dalt, donde se conocen dos casas de gran complejidad estructural. En estas construcciones había áreas dedicadas a actividades domésticas y artesanales, como la elaboración de productos panificables.

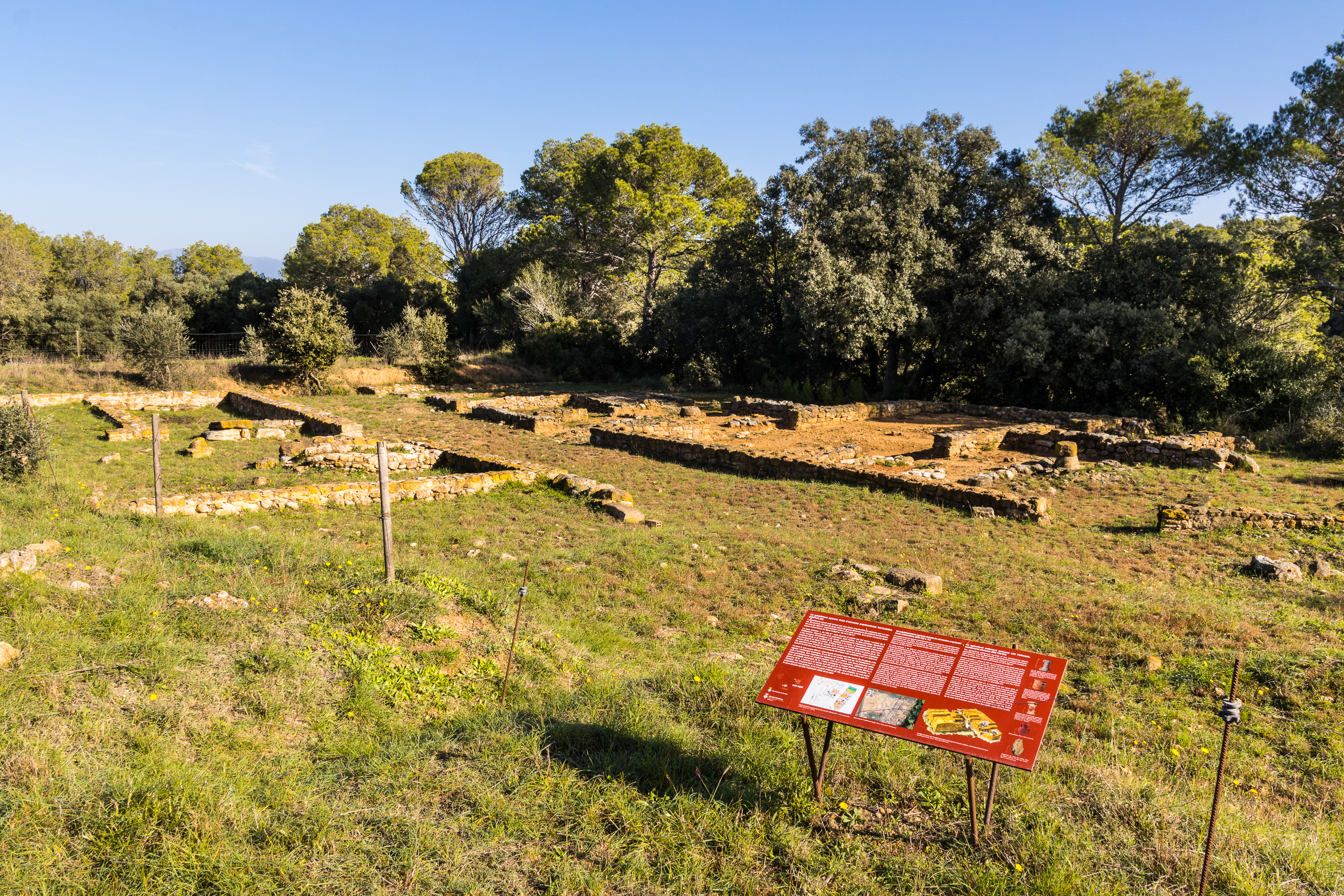
Establecimiento agrario, en el campo de Dalt.

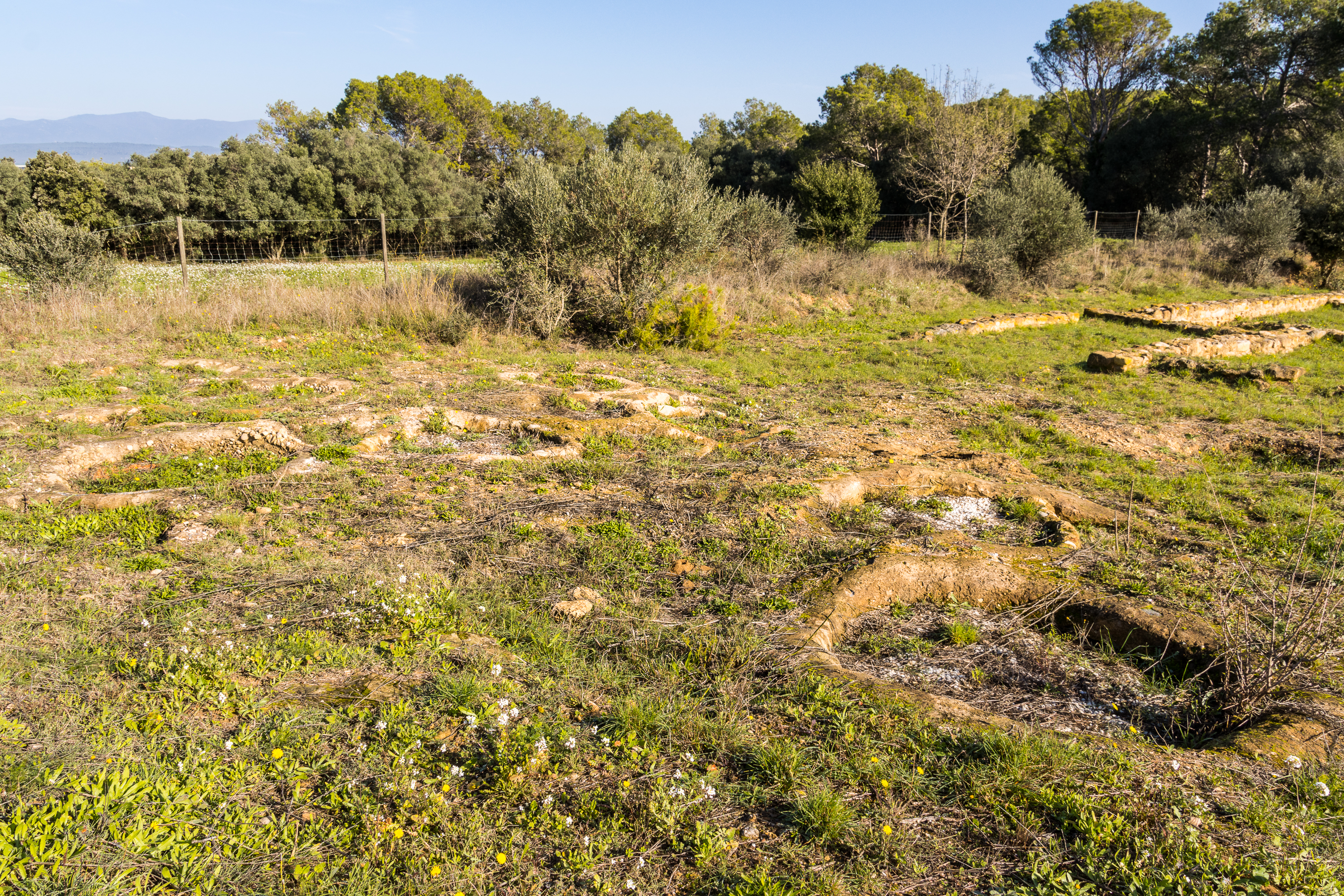
Silos en el campo de Dalt

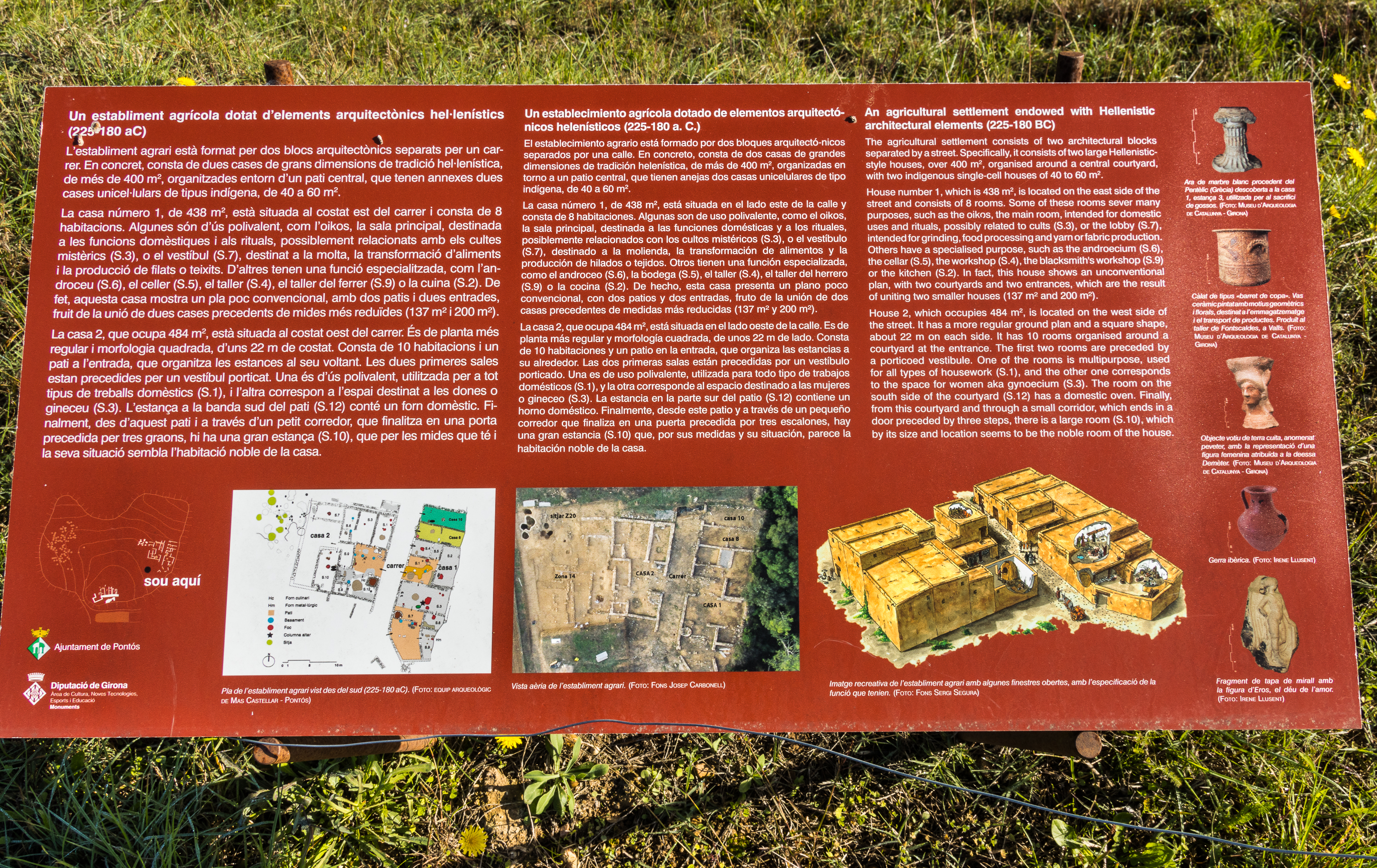
Panel explicativo del establecimiento agrario mostrando los descubrimientos arqueológicos significativos

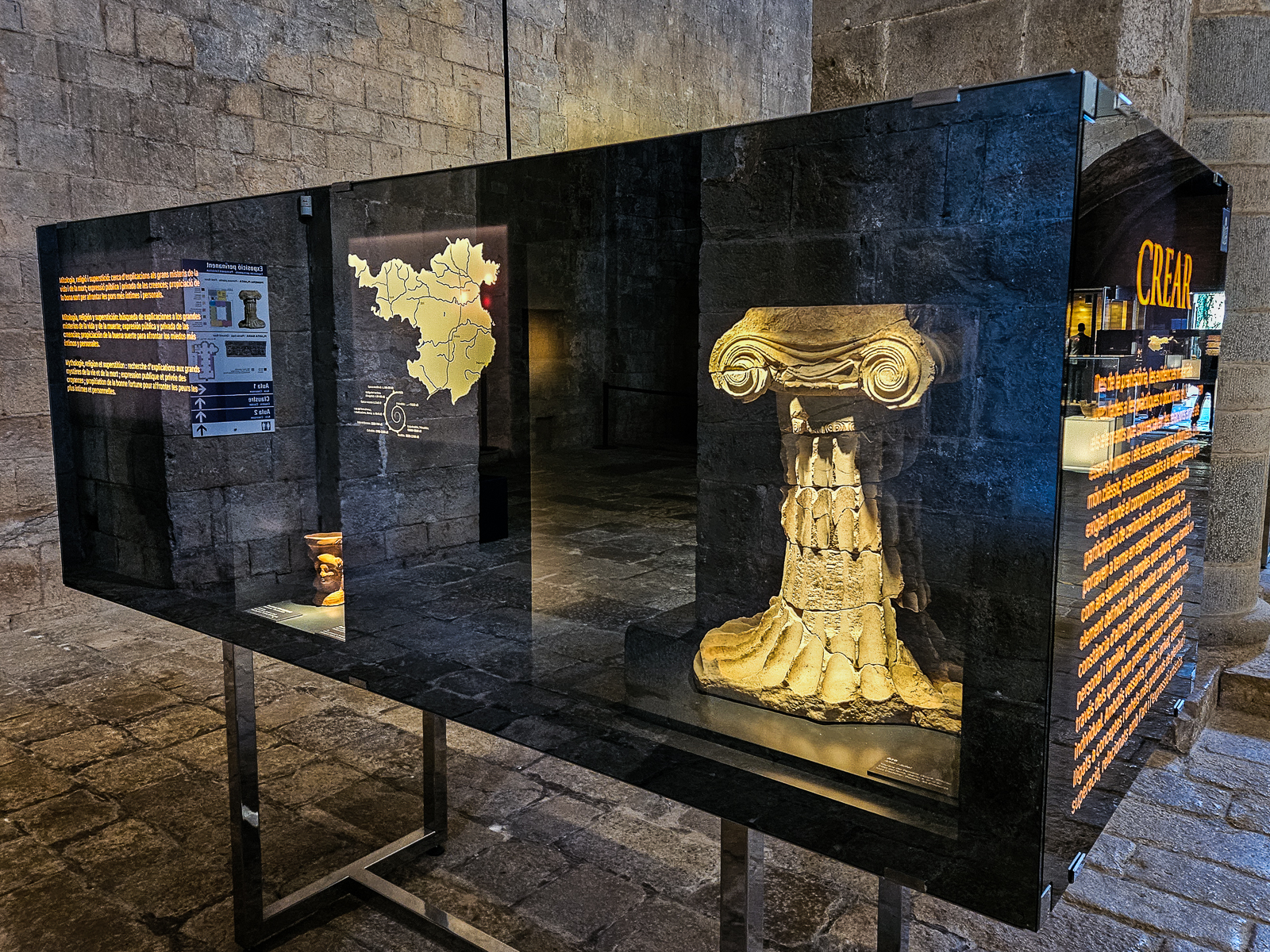
Exposición del altar encontrado en el Mas Castellar en la sede de Gerona del Museo de Arqueología de Cataluña

Los silos de Mas Castellar tenían como función conservar los cereales destinados al comercio a gran escala y almacenar el grano destinado a consumo propio o comercio local. Debe tenerse en cuenta que el Mas Castellar se encuentra a unos 3 km del corredor de infraestructuras formado por la carretera N-II y la autopista AP-7 cuyos trazados resiguen, muy probablemente, la antigua vía Heraclea, más tarde vía Augusta.
Se calcula que este espacio tenía unos 2500 silos de almacenamiento de cereales y no se conoce en Cataluña ningún otro asentamiento con estas características y dimensiones.
El establecimiento agrario podría iniciar su andadura antes de finales del siglo IV a. C. y se extenderá hasta alrededor del año 180 a. C. en el que se produce el abandono definitivo. Durante todo este período sirvió a las necesidades comerciales de las colonias griegas de Ampurias y Rosas.
Con el desembarco de las tropas romanas en Ampurias el año 218 a. C. el papel del asentamiento de proveedor de productos agrarios que desarrolló durante siglos para el comercio internacional, a través del puerto de Ampurias, se reconvirtió para subministrar cereales a los sucesivos contingentes romanos que fueron llegando y asentando en esta zona.
Pero poco después, superadas las exigencias de las primeras fases de la llegada de los romanos decae la función de estos núcleos indígenas especializados en el almacenaje de excedentes de cereales. La ocupación romana se impone a lo largo del siglo II a. C. y con ella una nueva estrategia para almacenar los excedentes agrícolas desplazando los centros de almacenamiento a lugares cercanos a los nuevos centros administrativos del territorio, por ejemplo, el mismo territorio político de Ampurias o el campo de silos del bosque del Congost, relacionado con el núcleo de San Julián de Ramis cerca de la ciudad romana de Gerunda (la actual Gerona).

## Descubrimiento
La finca de Mas Castellar pertenece a la familia Llavanera desde el año 1933. El propietario actual, Narcís Llavanera, narra cómo al labrar el campo al principio de tener un tractor comenzó a arar a más profundidad y fueron apareciendo tierra quemada, cerámica, escorias de hierro y bronce y monedas de Ampurias e ibéricas y un óbolo.

## Campañas arqueológicas
Narcís Llavanera cuenta que los primeros arqueólogos que excavaron el recinto fueron los profesores Miquel Oliva y Joan Maluquer, que utilizaron una retroexcavadora para encontrar las murallas del siglo IV a. C.
El yacimiento fue documentado por primera vez por Miquel Oliva Prat en 1968. Entre los años 1975 y 1981 fue excavado bajo la dirección de Aurora Martín, del Centro de Investigaciones Arqueológicas de Girona. A partir del año 1990 la excavación fue sistemática bajo la dirección de la doctora Enriqueta Pons, en un programa que se extendió hasta el año 2005. Las últimas excavaciones se llevaron a cabo los años 2009-2019 si bien la Diputación de Gerona otorga ayudas para realizar campañas anuales de excavación, la última el año 2024.
En las excavaciones, y en concreto en una de las casas del asentamiento agrario, se han encontrado diversos materiales arqueológicos siendo quizás los más importantes los siguientes: seis terracotas (pebeteros) con cabeza de Deméter; una terracota con cabeza de mujer (siglo III a. C.); un altar en forma de columna de capitel jónico realizado en mármol del monte Pentélico (siglos II-III a. C., Grecia); un óstraco y una crátera de campana ática (siglo V a. C.). Estos hallazgos inducen a pensar en la existencia, en la última fase del yacimiento (siglos IV-II a. C.), de un posible santuario de Deméter, diosa griega de la agricultura y de Perséfone. Este santuario podría presidir el campo de silos y otorgarle la protección de la divinidad.